# Grand Funk Railroad
Grand Funk Railroad (ou simplesmente Grand Funk) é uma banda de rock da década de 1970, descoberta em 1969 no Atlanta Pop Festival, que chegou a ser uma grande sensação do rock para os jovens no final dos anos 60 e começo dos anos 70.

## História

### Início
O grupo Grand Funk Railroad nasceu em 1964, na cidade de Flint, Michigan, Estados Unidos, quando quatro amigos se juntaram para formar uma banda. Seu nome original era Jazzmasters e não tocavam jazz como o nome sugere ("mestres do Jazz"), mas faziam um rock'n roll tão alto quanto seus amplificadores podiam suportar. Era formado por: Mark Farner, guitarra e vocal; Don Brewer, bateria e vocal; Craig Frost, órgão e piano e Mel Schacher, baixo elétrico.
Tocavam em clubes e escolas da cidade, até que em 1967, Terry Knight, um rapaz de 20 anos, um ano mais velho do que os músicos do "Jazzmasters", assistiu a apresentação daquela noite. Knight era mais maduro e ambicioso, um visionário que já tivera seu próprio programa na rádio local, tinha trabalhado em uma emissora em Detroit e nesta noite de 67 ele, desempregado, estava decidido a se tornar vocalista de uma banda de rock. Da reunião entre Terry Knight e Jazzmasters, nasceu o "Terry Knight & The Pack".
"The Pack" era a união dos esforçados rapazes do "Jazzmasters" com as propostas do ex-disc-jockey Terry Knight. Knight fez grandes planos com Mark Farner e o restante do grupo, mas só conseguiu um tímido contrato de gravação para a etiqueta "Cameo/Parkway", do serviço local, embora já tivessem lançado artistas de peso como Chubby Cheker e Dee Dee Sharp entre outros. Na visão de Knight, o som do grupo seguia aproximadamente o estilo dos "Rolling Stones", embora sóbrios e fez sucesso na região, chegando à cidade de Detroit, que tem certa tradição em rock.
No início de 1968, o "Pack" e Knight se separam e seguem cada um seu próprio caminho. O "Pack" retorna aos shows em clubes, boates e colégios e Knight tenta carreira solo como cantor romântico, estilo Donovan, mas nenhum deles decolou. Pack e Knight se reencontram no final de 1968 e, na versão de Knight, foi Don Brewer que escreveu para ele em Detroit, solicitando novamente a sua ajuda porque os rapazes do "Pack" estariam passando fome, quase a ponto do grupo se dissolver. Aliás, já tinham perdido dois dos seus integrantes. Mas o grupo diz em sua versão que Knight, após perceber que não levava jeito mesmo como cantor, tentou arrumar emprego em rádios e gravadoras e como não conseguiu, voltou a procurar o pessoal do "Pack" em Cape Cod. É provável que as duas versões sejam a expressão da verdade, pois a esta altura, havia sobrado apenas Mark Farner e Don Brewer no Pack, e enquanto este procurava um novo baixista, Knight corria para tentar um novo e salvador contrato para o grupo.
Desta vez foram bem sucedidos. O novo baixista era um antigo amigo de Don, Mel Schacher, ex integrante da banda Question Mark & the Misterians, que fez sucesso com "96 Tears", e o contrato foi com a gravadora Capitol, por apenas seis meses. O grupo agora é um trio e tinha novo nome, Grand Funk Railroad, inspirada na estrada de ferro Grand Trunk Western, da cidade de Flint. Há quem diga que o contrato se deveu às estratégias de Knight, que envolveram a influência de conhecidos seus como a modelo Twiggy e o seu namorado Justin de Villeneuve junto aos executivos da Gravadora Apple, embora a versão oficial do grupo de que tudo se deu a partir de uma revisão de posição da Capitol, que resolvera dar uma segunda chance aos ex integrantes do antigo "Pack", que já havia gravado lá e não fora bem sucedido. Terry Knight desiste de ser cantor e agora empresaria e produz o grupo a partir de 1969, um bom ano para os novos grupos de rock.

### Sucesso
Dois fatores foram claramente favoráveis ao sucesso do Grand Funk Railroad: sua participação no Festival de Altamont e, em termos de mercado musical, a separação dos Beatles, que acabou gerando novas oportunidades nas gravadoras, sequiosas para investir nas bandas promissoras, pois haviam testemunhado níveis nunca antes alcançados de lucro com os Beatles. Quanto aos Stones, em contraposição aos Beatles, e que também estiveram no festival de Altamont, tiveram sua credibilidade bastante  arranhada na época, com os incidentes durante o seu show. Mick Jagger, apesar de várias tentativas, inclusive ameaçando parar o show, fora impotente diante da violência que resultou em morte e envolveu a gangue de motociclistas dos Hells Angels. Um jovem drogado havia derrubado a motocicleta Harley Davidson de um dos integrantes da gangue e acabou morto por isto, enquanto Mick Jagger tentava em vão acalmar os ânimos exaltados.
Neste clima, os jovens já não acreditavam mais nem no governo, nem em seu país, nem no sistema. Estavam cheios de dúvidas, medos e incertezas, culminando com a guerra do Vietnam que se prolongava, roubando cada vez mais vidas dos adolescentes convocados para lutar no conflito. Foi neste ambiente onde floresceu a contracultura que o Grand Funk pode tornar-se uma fonte de identificação para aquela multidão de jovens desalentados, com suas letras contestadoras, pacifistas e seu rock ao mesmo tempo rebelde, inovador, harmônico e agressivo para a época,
Terry Knight, com sua visão política e abrangente dos fatos, providenciou para que Mark, Dom e Mel estivessem no lugar certo, na hora certa, tocando e declarando o os jovens esperavam deles, uma saída, um questionamento, uma luz de rebeldia contra o matadouro do rebanho conformado, que era a guerra combinada com a corrupção política. Foram feitas duas apresentações em lugares pequenos, para que Terry Knight pudesse afinar o som do grupo, acertar corretamente o tom da apresentação. A partir daí criou todo um estilo na nova atitude de palco do grupo, turbinado por novos e potentes amplificadores de qualidade. Desta forma o Grand Funk faz sua estreia oficial em 4 de julho de 1969 no Atlanta Pop Festival, tocando para 180 mil pessoas de graça, mas se destacam e acabam por roubar o show de grupos participantes mais conhecidos. Da noite para o dia  se tornam os preferidos da nova geração, os campeões americanos do rock pesado da época.
Em 1969, fazem turnê abrindo os shows do Led Zepelin, excursão lembrada pelo fato do empresário do Led, Peter Grant, ter desligado a energia elétrica de uma apresentação do Grand Funk por considerar que o grupo estava se saindo melhor que os seus contratados.
A crítica, conservadora, é unânime em massacrar o Grand Funk Railroad: "sua música nem chega perto da perfeição de sua imagem", disse Michael Oldfield da Melody Maker. "Todos são ruins demais, mas o pior de todos é Don Brewer, cuja técnica de bateria é simplesmente pavorosa". Mas era moda estraçalhar os pretendentes a grandes bandas. Sob a orientação de Terry Knight o Grand Funk vai assimilando as críticas, se aperfeiçoando dia a dia e se torna realmente um fenômeno de vendas e público, à revelia da crítica.
Da estreia do Grand Funk em 1969 até então, eles só conhecem o sucesso avassalador e críticas cada vez mais ferozes. Não se importam, pois com o aconselhamento de Terry Knight evitam contato com a imprensa. Compram a briga com declarações como esta, "os jovens nos aclamaram, mas os críticos nos detestam. Afinal, quem não entende de rock são os críticos, eles odeiam o Grand Funk porque criamos algo novo na cultura e somos apenas três rostos anônimos, iguais a tantos outros nesta multidão revolucionária de jovens." Tom Brewer chega a declarar que "nosso sucesso aconteceu tão rápido que os críticos nos sentiram empurrados por suas goelas e sabemos que seu maior orgulho e desejo é serem considerados justamente por descobrir e predizer novos talentos para o público, jamais o contrário...".
No dia 14 de junho de 1970, seus rostos foram pintados num gigantesco outdoor sobre a Times Square, promovendo o lançamento do disco Closer to Home, terceiro da carreira da banda. “I’m Your Captain (Closer to Home)”, foi o grande sucesso deste álbum, dando ao grupo seu primeiro hit no top 40 americano. O álbum Closer to Home atingiu o 6º lugar da Billboard, se tornando o primeiro lançamento da banda a receber disco de platina.
No ano seguinte, lançaram mais dois discos top 10 nas paradas – Survival e E Pluribus Funk. Por cima das opiniões da crítica e cercados por uma barreira de som, o Grand Funk Railroad foi batendo todos os recordes, com discos de ouro e de platina a cada LP de vinil lançado. Em 1971 conquistam seu troféu mais precioso: batem os Beatles, vendendo a lotação completa do Shea Stadium de Nova Iorque (12 mil lugares) em apenas 72 horas. Mel Schacher, em contraponto à fase psicodélica dos Beatles, na oportunidade diz, "somos radicalmente contra todas as drogas e eu sei que muita gente pensa que só tocamos se as usarmos, mas a única coisa que usamos é a nossa própria energia e a vibração de estar no palco diante de tantas pessoas, por isso não queremos nem precisamos de mais nada além de nossa própria adrenalina."
Em 1971, a banda de Knight chega ao seu auge. As rádios ainda não tocam seus discos e os jornais os ignoram, no entanto continuam vendendo discos e lotando todos os shows nos estádios. Já no início de 1972 Knight descobre que John Eastman, advogado e cunhado de Paul McCartney era o novo administrador do trio e que a sua sociedade com a banda Grand Funk Railroad fora dissolvida por seus abusos nas finanças do grupo três meses antes de findar o seu contrato.
Dois anos depois, Mark Farmer comentaria: "ele sempre foi nosso líder, e estivemos sob as suas asas de proteção, mas ele também nos traiu nas finanças e por culpa dele mesmo a fonte secou, o Grand Funk não está mais com Terry Knight. Então, convide-o para o palco e veja o que ele faz e depois ponha a gente no mesmo palco e veja o que realizaremos." Batalhas legais se arrastam por mais de dois anos, enquanto o mundo do rock aguardava ansioso, todos se perguntando se o Grand Funk sobreviveria só com sua música, alijados do cérebro de Terry Knight.
O primeiro álbum sem a direção de Terry Knight se chama, a propósito, Phoenix, o pássaro que renasce das cinzas e é um disco tendendo para o instrumental, com a novidade da volta de um velho integrante dos tempos do Pack nos teclados, Craig Frost. Phoenix não foi o álbum para cima que nossos fãs esperavam, mas foi exatamente como nos sentíamos na época, abalados com os acontecimentos. Quando Phoenix saiu, muitos de nossos fãs devem até ter se assustado", disse Don Brewer. "Não era exatamente o som do "Grand Funk" ao qual todos estavam acostumados, mas era ainda mais sofisticado e mais instrumental. Ficamos muito ansiosos em saber como nossos fãs o aceitariam." Mas a leal geração de fãs do Grand Funk estranhou de início, mas acabou por ficar com eles e o album Phoenix demorou um pouco mais que os outros, mas também ganhou igualmente o seu disco de ouro, mesmo sendo avançado para a época.
É com o próximo LP, We're An American Band, lançado em 15 de julho de 1973, produzido por Todd Rundgreen, mais pop e comercial, especialmente elaborado para tocar em todas as rádios, que eles finalmente obtêm a aceitação de todos os públicos, inclusive da crítica. Afinal, retrocedem uma década fazendo um rock mais simplório e abandonando o rumo de evolução do seu estilo pesado e instrumental original idealizado por Terry Knight, justamente a contracultura que já dava seus sinais de cansaço com o início da afetada era "Disco" e então entram em sua curva de decadência como grupo de rock. Com seu sétimo disco, atingem o número 2 das paradas.
Mark, Don e Mel desenvolveram sua música com a experiência e visão de Terry Knight, mas logo depois aprenderiam que uma banda para permanecer tem que manter seu estilo e personalidade marcantes, trajetória exigida para consagrar-se clássico. Com Terry Knight adquiriram estes traços, tornando-se os heróis da contracultura dos anos 1970. Mas sem ele, passaram a apregoar ingenuamente: "nós somos uma banda americana", tal qual Elvis Presley quando deixa seu espírito rebelde ser domado pelo empresário coronel Tom Parker e pela ideologia do exército americano. Apesar disso, o Grand Funk entra de cabeça no ramo mais organizado do show business e faz sua excursão mais bem produzida, com filmes em retroprojeção, canhões de luz, spot-lights compondo a bandeira americana, chuvas de chapéus do tio Sam, puxando o saco como para compensar os anos rebeldes. Nas letras tímidas e também nas entrevistas louvam o sabor rascante do bourbon, o uísque americano.
Mais comerciais e mais americanos, não são mais os jovens contestadores, nem muito menos "três rostos anônimos na multidão", mas agora estrelas do show business e com seu novo empresário, Andy Cavaliere, a estrada de ferro do Grand Funk volta a seus trilhos de ouro e platina, agora com milhões de dólares e de público. E seus críticos, já menos jovens e tanto mais conservadores, agora aplaudem esta fase do grupo e passam a apreciar sua habilidade com o balanço do velho rock que ainda conseguem tirar.
O trio se separaria em 1976.
Segundo a Melody Maker, Terry Knight teria comentado no fim das batalhas judiciais que acabaram empatadas para cada lado, condenados a pagar multas equivalentes um ao outro: "eles foram tolos! Poderiam ter sido clássicos, eternos, como Elvis antes do coronel Tom Parker, mas não quiseram, cismaram em ser sérios e importantes homens de negócio, transformando a banda numa empresa, em vez de serem apenas artistas e músicos e aperfeiçoar seu trabalho, por isso puseram tudo que tínhamos a perder." Religioso, o novo líder do Grand Funk, Mark Farner, o fazendeiro rock, agora com cabelos curtinhos estilo anos 1950, rebate, "a nossa base é a fé, nós acreditamos em Deus, que nos sustentou esse tempo todo, e onde vamos sempre nos apoia."
Farner deixou a banda em 1998 devido a diferenças criativas e desentendimentos com outros membros da banda.

### Retorno sem Farner (2000 - presente)
Em 2000, quatro anos depois de deixar o Kiss, o guitarrista Bruce Kulick passa a integrar a banda. Max Carl (ex-38 Special, nos vocais e guitarra rítmica) e o tecladista Tim Cashion completaram a nova formação.
Em outubro de 2001, se apresentam em show beneficente cuja renda foi destinada às vítimas dos atentados terroristas do dia 11 de setembro.
Bruce Kulick fez seu último show com o grupo no dia 14 de dezembro de 2023 em Marietta, Ohio, Estados Unidos.

## Integrantes

### Atuais[14]
- Don Brewer (bateria e vocal) (1969–1976, 1981–1983, 1996–1998, 2000-presente)
- Mel Schacher (baixo) (1969–1976, 1980–1981, 1996–1998, 2000-presente)
- Max Carl (guitarra e backing vocals) (2000–presente)
- Tim Cashion (teclado e backing vocals) (2000–presente)

### Ex-integrantes
- Mark Farner (vocal e guitarra) (1969–1976, 1981–1983, 1996–1998)
- Craig Frost (teclados) (1973–1976; convidado 2005–2012)
- Lorraine Feather (backing vocals) (1974-1975)
- Jana Giglio (backing vocals) (1974-1975)
- Dennis Bellinger (guitarra) (1981–1983)
- Rick Baker (teclado e sintetizador) (1981–1982)
- Howard Eddy, Jr. (teclado, guitarra e backing vocals) (1996–1998)
- Bruce Kulick (guitarra e backing vocals) (2000–2023)
- Stanley Sheldon (guitarra) (2018; substituindo Mel Schacher)

Foram guiados pelo produtor Terry Knight, o qual foi o responsável pela imagem e o conceito musical da banda.

## Discografia
A banda obteve dez álbuns de platina e hits como "The Loco-Motion", "We're An American Band", entre outros. Seu último álbum foi produzido por Frank Zappa e se chama Good Singin', Good Playin'.